# Orkidéer
Orkidéer (Orchidaceae)  är en familj av enhjärtbladiga växter som beskrevs av Antoine Laurent de Jussieu. Orkidéer ingår i sparrisordningen. Enligt Catalogue of Life omfattar familjen Orchidaceae 27 234 arter.

## Beskrivning
Orkidéer är fleråriga örter med underjordiska jordstammar eller knöllika, näringslagrande rötter (amrötter); sällan utan klorofyll. Stjälk upprätt. Blad strödda eller sällan nästan motsatta, parallellnerviga, helbräddade. Blommor tvåkönade, oftast samlade i toppställda gles- eller mångblommiga ax eller klasar, någon gång ensamma.
Familjen är en av jordens artrikaste med nästan 800 släkten och omkring 30 000 arter. I Sverige har man funnit 44 arter fördelade på 23 släkten. Samtliga svenska orkidéer är fridlysta i hela landet.
De som i äldre tider samlade och pressade växter erfor att orkidéer i likhet med suckulenta växter, till exempel sedum, var mycket svåra att få torra. I dagsläget är dock samtliga orkidéarter i Sverige fridlysta. Moderna botaniker använder sig av fotografering för att dokumentera sina fynd.

## Odling
Orkidéer är numera vanliga krukväxter i svenska hem, särskilt den så kallade brudorkidén (Phalaenopsis). Orkidéer skall inte planteras i vanlig krukväxtjord, utan i luftig kompost (särskild orkidéjord finns att köpa). De behöver inte vattnas ofta, någon gång varannan vecka räcker bra. Vid vattning sänks orkidén med odlingskrukan ner i rumstempererat vatten i ca fem min och får därefter droppa av ordentligt innan den sätts tillbaka i ytterkrukan. Viktigt att tänka på är att det absolut inte får komma vatten i bladrosetten då detta lätt förorsakar röta, speciellt viktigt under de kalla årstiderna med sämre avdunstning.
Sedan brudorkidén har blommat, kan stängeln lämnas orörd. Ofta kommer då nya förgreningar och nya blommor. Först när en stängel vissnat och torkat in, tas den bort. Se också Semi-hydroponic för odling av orkideer. Detta gäller framförallt när blomstjälken saknar förgreningar, underarter med förgrenade blomstjälkar blommar mer sällan om på gamla stjälkar. Grundregeln får dock vara att inte klippa bort en stjälk helt förrän den är helt intorkad.

## Släkten
- sofronitissläktet (Sophronitis)
- Knottblomstersläktet (Microstylis)

Enligt Catalogue of Life ingår följande släkten i familjen:

- Aa
- Abdominea
- Acampe
- Acanthephippium
- Acianthera
- Acianthus
- Acineta
- Acriopsis
- Acrochaene
- Acrolophia
- Acrorchis
- adasläktet - Ada
- Adamantinia
- Adenochilus
- Adenoncos
- Adrorhizon
- Aenhenrya
- Aerangis
- Aeranthes
- Aerides
- Aetheorhyncha
- Aganisia
- Aglossorrhyncha
- Agrostophyllum
- Alamania
- Alatiliparis
- Altensteinia
- Ambrella
- Amesiella
- Amitostigma
- Anacamptiplatanthera
- Anacamptis
- Anacamptorchis
- Anathallis
- Ancistrochilus
- Ancistrorhynchus
- Andinia
- Androcorys
- Angraecopsis
- Angraecum
- anguloasläktet - Anguloa
- Anoectochilus
- anselliasläktet - Ansellia
- Anthogonium
- Aphyllorchis
- Aplectrum
- Aporostylis
- Apostasia
- Appendicula
- Aracamunia
- Arachnis
- Archivea
- Arethusa
- Armodorum
- Arnottia
- Arpophyllum
- Arthrochilus
- Artorima
- Arundina
- Ascidieria
- Ascocentropsis
- glödvandasläktet - Ascocentrum
- Ascochilopsis
- Ascochilus
- Ascoglossum
- aspasiasläktet - Aspasia
- Aspidogyne
- Aulosepalum
- Auxopus
- Barbosella
- barkeriasläktet - Barkeria
- Bartholina
- Basiphyllaea
- Baskervilla
- Batemannia
- Beclardia
- Beloglottis
- Bensteinia
- Benthamia
- Benzingia
- Bhutanthera
- Biermannia
- bifrenariasläktet - Bifrenaria
- Bipinnula
- Bletia
- mikadoblomssläktet - Bletilla
- Bogoria
- Bolusiella
- Bonatea
- Brachionidium
- Brachtia
- Brachycorythis
- Brachypeza
- Brachystele
- Bracisepalum
- Braemia
- Brasiliorchis
- nattstjärnesläktet - Brassavola
- Brassia
- Brassocattleya
- Bromheadia
- Broughtonia
- Brownleea
- Bryobium
- Buchtienia
- bulbofyllumsläktet - Bulbophyllum
- Bulleyia
- Burnettia
- Caladenia
- kalantesläktet - Calanthe
- Calassodia
- Caleana
- Callostylis
- Calochilus
- Calopogon
- Caluera
- Calymmanthera
- Nornasläktet - Calypso
- Calyptrochilum
- Camaridium
- Campanulorchis
- Campylocentrum
- Capanemia
- Cardiochilos
- Catasetum
- cattleyasläktet - Cattleya
- catykliasläktet - Catyclia
- Caucaea
- Caularthron
- Centroglossa
- Centrostigma
- Cephalanthera
- Cephalantheropsis
- Cephalopactis
- Cephalorchis
- Ceratandra
- Ceratocentron
- Ceratochilus
- Ceratostylis
- Chamaeangis
- Chamaeanthus
- Chamaegastrodia
- Chamelophyton
- Dvärgyxnesläktet - Chamorchis
- Changnienia
- Chaseella
- Chaubardia
- Chaubardiella
- Chauliodon
- Cheiradenia
- Cheirostylis
- Chelonistele
- Chiloglottis
- Chilopogon
- Chiloschista
- Chloraea
- Chondrorhyncha
- Chondroscaphe
- Christensonella
- Christensonia
- Chroniochilus
- Chrysoglossum
- Chysis
- Chytroglossa
- Cirrhaea
- Cischweinfia
- Claderia
- Cladobium
- Cleisocentron
- Cleisomeria
- Cleisostoma
- Cleisostomopsis
- Cleistes
- Cleistesiopsis
- Clematepistephium
- Clowesia
- Coccineorchis
- Cochleanthes
- Codonorchis
- Coelia
- Coeliopsis
- drottningorkidésläktet - Coelogyne
- Coilochilus
- Collabium
- Comparettia
- Conchidium
- Constantia
- Cooktownia
- Korallrotssläktet - Corallorhiza
- Cordiglottis
- Coryanthes
- Corybas
- Corycium
- Corymborkis
- Cottonia
- Cotylolabium
- Cranichis
- Cremastra
- Crepidium
- Cribbia
- Crossoglossa
- Cryptarrhena
- Cryptocentrum
- Cryptochilus
- Cryptopus
- Cryptopylos
- Cryptostylis
- citronodontoglossumssläktet - Cuitlauzina
- Cyanaeorchis
- Cyanicula
- Cyanthera
- Cybebus
- Cyclopogon
- Cycnoches
- Cymbidiella
- cymbidiumsläktet - Cymbidium
- Cynorkis
- Cyphochilus
- Cypholoron
- guckuskosläktet - Cypripedium
- Cyrtidiorchis
- Cyrtochiloides
- Cyrtochilum
- Cyrtopodium
- Cyrtorchis
- Cyrtosia
- Cyrtostylis
- Cystorchis
- Dactylanthera
- Dactylocamptis
- Dactylodenia
- handnyckelsläktet - Dactylorhiza
- Dactylostalix
- Daiotyla
- Danhatchia
- Deceptor
- Degranvillea
- Deiregyne
- dendrobiumsläktet - Dendrobium
- Dendrochilum
- Dendrophylax
- Devogelia
- Diaphananthe
- Diceratostele
- Dichaea
- Dichromanthus
- Dickasonia
- Didymoplexiella
- Didymoplexiopsis
- Didymoplexis
- Dienia
- Diglyphosa
- Dilochia
- Dilochiopsis
- Dilomilis
- Dimerandra
- Dimorphorchis
- Dinema
- Dinklageella
- Diodonopsis
- Diplocentrum
- Diplomeris
- Diploprora
- Dipodium
- disasläktet - Disa
- Discyphus
- Disperis
- Distylodon
- Diuris
- Domingoa
- Dossinia
- Dracomonticola
- Draconanthes
- Dracula
- Drakaea
- Dresslerella
- Dressleria
- Dryadella
- Dryadorchis
- Drymoanthus
- Drymoda
- Duckeella
- Dunstervillea
- Dyakia
- Earina
- Echinorhyncha
- Echinosepala
- Eclecticus
- Eggelingia
- Eleorchis
- Elleanthus
- Eloyella
- Eltroplectris
- Elythranthera
- Embreea
- encykliasläktet - Encyclia
- Entomophobia
- Eparmatostigma
- Ephippianthus
- Epiblastus
- Epiblema
- epidendrumsläktet - Epidendrum
- Epilaeliopsis
- Epilyna
- knipprotssläktet - Epipactis
- Epipogium
- Epistephium
- Erasanthe
- Eria
- Eriaxis
- Ericksonella
- Eriochilus
- Eriodes
- Eriopsis
- Erycina
- Erythrodes
- Erythrorchis
- Esmeralda
- praktvandasläktet - Euanthe
- Eulophia
- Eulophiella
- Euryblema
- Eurycentrum
- Eurychone
- Eurystyles
- Evotella
- Fernandezia
- Frigidorchis
- Frondaria
- Fuertesiella
- Funkiella
- Galeandra
- Galearis
- Galeoglossum
- Galeola
- Galeottia
- Galeottiella
- Gastrochilus
- Gastrodia
- Gastrorchis
- Gavilea
- Geesinkorchis
- Gennaria
- Genoplesium
- Genyorchis
- Geoblasta
- Geodorum
- Glomera
- Glossodia
- Gomesa
- Gomphichis
- Gonatostylis
- Gongora
- knärotssläktet - Goodyera
- Govenia
- Grammangis
- Grammatophyllum
- Grandiphyllum
- Graphorkis
- Grobya
- Grosourdya
- Guanchezia
- narrcattleyasläktet - Guarianthe
- Gunnarella
- brudsporresläktet - Gymnadenia
- Gymnanacamptis
- Gymnotraunsteinera
- Gymplatanthera
- Gynoglottis
- Habenaria
- Hagsatera
- Halleorchis
- myggblomstersläktet - Hammarbya
- Hancockia
- Hapalorchis
- Haraella
- Hederorkis
- Helleriella
- Helonoma
- Hemipilia
- Hemipiliopsis
- Honungsblomstersläktet - Herminium
- Herpysma
- Hetaeria
- Heterotaxis
- Hexalectris
- Himantoglossum
- Hintonella
- Hippeophyllum
- Hoehneella
- Hofmeisterella
- Holcoglossum
- Holothrix
- Homalopetalum
- Horichia
- Horvatia
- Houlletia
- Huntleya
- Huttonaea
- Hygrochilus
- Hylaeorchis
- Hylophila
- Hymenorchis
- Imerinaea
- India
- Inti
- Ionopsis
- Ipsea
- Isabelia
- Ischnogyne
- Isochilus
- Isotria
- Ixyophora
- Jacquiniella
- Jejewoodia
- Jejosephia
- Jumellea
- Kefersteinia
- Kegeliella
- Kionophyton
- Koellensteinia
- Kraenzlinella
- Kreodanthus
- Kuhlhasseltia
- Lacaena
- Laelia
- Laeliocattleya
- Lankesterella
- Lecanorchis
- Lemurella
- Lemurorchis
- Leochilus
- Lepanthes
- Lepanthopsis
- Lepidogyne
- Leporella
- Leptoceras
- leptotessläktet - Leptotes
- Ligeophila
- Limodorum
- gulyxnesläktet - Liparis
- Listrostachys
- Lockhartia
- Loefgrenianthus
- juvelorkidésläktet - Ludisia
- Lueckelia
- Lueddemannia
- Luisia
- lykastesläktet - Lycaste
- Lycida
- Lycomormium
- Lyperanthus
- Lyroglossa
- makodessläktet - Macodes
- Macradenia
- Macroclinium
- Macropodanthus
- Malaxis
- Malleola
- Manniella
- Mapinguari
- Margelliantha
- masdevalliasläktet - Masdevallia
- maxillariasläktet - Maxillaria
- Maxillariella
- Mediocalcar
- Megalorchis
- Megalotus
- Megastylis
- Meiracyllium
- Mesadenella
- Mesadenus
- Mesospinidium
- Mexipedium
- Microchilus
- Microcoelia
- Microepidendrum
- Micropera
- Microsaccus
- Microtatorchis
- Microterangis
- Microthelys
- Microtis
- miltoniasläktet - Miltonia
- Miltonidium
- penséorkidésläktet - Miltoniopsis
- Mobilabium
- Monomeria
- Monophyllorchis
- Mormodes
- Mormolyca
- Mycaranthes
- Myoxanthus
- Myrmechis
- Myrmecolaelia
- Myrmecophila
- Myrosmodes
- Mystacidium
- Nabaluia
- Neobathiea
- Neobenthamia
- Neobolusia
- Neoclemensia
- Neocogniauxia
- Neofinetia
- Neogardneria
- Neogyna
- Neolindleya
- Neomoorea
- Neotinea
- nästrotssläktet - Neottia
- Neottianthe
- Nephelaphyllum
- Nephrangis
- Nervilia
- Neuwiedia
- Nidema
- Nitidobulbon
- Nohawilliamsia
- Notheria
- Nothodoritis
- Nothostele
- Notylia
- Notyliopsis
- Oberonia
- Oberonioides
- Octarrhena
- oktomeriasläktet - Octomeria
- Odisha
- Odontochilus
- Odontorrhynchus
- Oeceoclades
- Oeonia
- Oeoniella
- Oestlundia
- Oligophyton
- Oliveriana
- Omoea
- oncidiumsläktet - Oncidium
- Ophioglossella
- ofryssläktet - Ophrys
- Orchidactylorhiza
- Orchigymnadenia
- Orchimantoglossum
- Orchinea
- Orchipedum
- Orchiplatanthera
- nyckelsläktet - Orchis
- Orchiserapias
- Oreorchis
- Orestias
- Orleanesia
- Ornithidium
- Ornithocephalus
- Ornithochilus
- Ornithocidium
- Orthoceras
- Ossiculum
- Otochilus
- Otoglossum
- Otostylis
- Oxystophyllum
- Pabstia
- Pabstiella
- Pachites
- Pachyphyllum
- Pachyplectron
- Pachystoma
- Palmorchis
- Panisea
- Paphinia
- Paphiopedilum
- Papilionanthe
- Papillilabium
- Papuaea
- Paracaleana
- Paradisanthus
- Paralophia
- Paraphalaenopsis
- Parapteroceras
- Pecteilis
- Pedilochilus
- Pelatantheria
- Pelexia
- Penkimia
- Pennilabium
- Peristeranthus
- Peristeria
- Peristylus
- Pescatoria
- fajussläktet - Phaius
- brudorkidésläktet - Phalaenopsis
- Pheladenia
- Phloeophila
- Pholidota
- mandarinorkidésläktet - Phragmipedium
- Phragmorchis
- Phreatia
- Phymatidium
- Physoceras
- Physogyne
- Pilophyllum
- Pinalia
- Pityphyllum
- nattviolssläktet - Platanthera
- Platycoryne
- Platylepis
- Platyrhiza
- Platystele
- Platythelys
- Plectorrhiza
- Plectrelminthus
- Plectrophora
- jungfruskosläktet - Pleione
- Pleurothallis
- Pleurothallopsis
- Plocoglottis
- Poaephyllum
- Podangis
- Podochilus
- Pogonia
- Pogoniopsis
- Polycycnis
- Polyotidium
- Polystachya
- Pomatocalpa
- Ponera
- Ponerorchis
- Ponthieva
- Porolabium
- Porpax
- Porphyrodesme
- Porphyroglottis
- Porphyrostachys
- Porroglossum
- Porrorhachis
- Potosia
- Praecoxanthus
- Prasophyllum
- Prescottia
- Pristiglottis
- Promenaea
- bläckfiskorkidésläktet - Prosthechea
- Pseudadenia
- Pseudanthera
- Pseuderia
- Pseudinium
- Pseudocentrum
- Pseudogoodyera
- Pseudolaelia
- Pseudorchis
- Pseudorhiza
- Pseudovanilla
- Psilochilus
- Psychilis
- fjärilsoncidiumsläktet - Psychopsis
- Pterichis
- Pteroceras
- Pteroglossa
- Pterostemma
- Pterostylis
- Pterygodium
- Pygmaeorchis
- Pyrorchis
- Quekettia
- Quisqueya
- Rangaeris
- Rauhiella
- Raycadenco
- Renanthera
- Restrepia
- Restrepiella
- Rhaesteria
- Rhetinantha
- Rhinerrhiza
- Rhinerrhizopsis
- Rhipidoglossum
- Rhizanthella
- Rhomboda
- Rhynchogyna
- näbblaeliasläktet - Rhyncholaelia
- Rhynchostele
- Rhynchostylis
- Ridleyella
- Rimacola
- Risleya
- Robiquetia
- Rodriguezia
- Roeperocharis
- guldspetsorkidésläktet - Rossioglossum
- Rudolfiella
- Saccoglossum
- Saccolabiopsis
- Saccolabium
- Sacoila
- Samarorchis
- Sanderella
- Santotomasia
- Sarcanthopsis
- Sarcochilus
- Sarcoglottis
- Sarcoglyphis
- Sarcophyton
- Sarcostoma
- Satyrium
- Saundersia
- Sauroglossum
- Saurolophorkis
- Sauvetrea
- Scaphosepalum
- Scaphyglottis
- Schiedeella
- Schistotylus
- Schizochilus
- Schlimia
- Schoenorchis
- Schuitemania
- Schunkea
- Scuticaria
- Sedirea
- Sedirisia
- Seegeriella
- Seidenfadenia
- Seidenfadeniella
- Selenipedium
- Senghasiella
- Serapias
- Serapicamptis
- Serapirhiza
- Sertifera
- Sievekingia
- Silvorchis
- Singchia
- Sirhookera
- Sirindhornia
- Skeptrostachys
- Smithorchis
- Smithsonia
- Smitinandia
- Sobennikoffia
- Sobralia
- Solenangis
- Solenidium
- Solenocentrum
- Soterosanthus
- Sotoa
- Spathoglottis
- Specklinia
- Sphyrarhynchus
- Spiculaea
- skruvaxsläktet - Spiranthes
- Spongiola
- Stalkya
- Stanhopea
- Staurochilus
- Stelis
- Stenia
- Stenoglottis
- Stenoptera
- Stenorrhynchos
- Stenotyla
- Stephanothelys
- Stereochilus
- Stereosandra
- Steveniella
- Stichorkis
- Stigmatodactylus
- Stolzia
- Suarezia
- Sudamerlycaste
- Summerhayesia
- Sunipia
- Sutrina
- Svenkoeltzia
- Systeloglossum
- Taeniophyllum
- Taeniorrhiza
- Tainia
- Teagueia
- Telipogon
- Tetramicra
- Teuscheria
- Thaia
- Thecopus
- Thecostele
- Thelasis
- Thelymitra
- Thelyschista
- Thrixspermum
- Thulinia
- klockorkidésläktet - Thunia
- Thysanoglossa
- Tipularia
- Tolumnia
- Tomzanonia
- Townsonia
- Traunsteinera
- Trevoria
- Trias
- Triceratorhynchus
- Trichocentrum
- Trichoceros
- Trichoglottis
- Trichopilia
- Trichosalpinx
- Trichotosia
- Tridactyle
- Trigonidium
- Triphora
- Trisetella
- Trizeuxis
- Tropidia
- Tuberolabium
- Tylostigma
- Uleiorchis
- Uncifera
- Waireia
- vandasläktet - Vanda
- jättevandasläktet - Vandopsis
- vaniljsläktet - Vanilla
- Warczewiczella
- Vargasiella
- Warmingia
- Warrea
- Warreella
- Warreopsis
- Vasqueziella
- Ventricularia
- Veyretella
- Veyretia
- Vietorchis
- Vitekorchis
- Vrydagzynea
- Wullschlaegelia
- Xenikophyton
- Xerorchis
- Xylobium
- Yoania
- Ypsilopus
- Ypsilorchis
- kaktusoncidiumsläktet - Zelenkoa
- Zeuxine
- Zeuxinella
- Zootrophion
- pajasorkidésläktet - Zygopetalum
- Zygosepalum
- Zygostates

## Arter i Sverige
Anacamptis
morio, Göknycklar
pyramidalis, Salepsrot
Calypso
bulbosa, Norna
Cephalanthera
damasonium, Storsyssla (Stor skogslilja)
longifolia, Svärdsyssla (Vit skogslilja)
rubra, Rödsyssla (Röd skogslilja)
Chamorchis
alpina, Dvärgyxne
Coeloglossum
viride, Grönkulla
Corallorhiza
trifida, Korallrot
Cypripedium
calceolus, Guckusko
Dactylorhiza
incarnata, Ängsnycklar
incarnata ssp. ochroleuca, Vaxnycklar
incarnata ssp. cruenta, Blodnycklar
lapponica, Lappnycklar
maculata, Jungfru Marie nycklar
maculata ssp. fuchsii, Skogsnycklar
majalis, Majnycklar
sambucina, Adam och Eva
sphagnicola, Mossnycklar
traunsteineri, Sumpnycklar
Epiogium
aphyllum, Skogsfru
Epipactis
atroubens, Purpurknipprot
helleborine, Skogsknipprot
phyllanthes, Kal knipprot
palustris, Kärrknipprot
Goodyera
repens, Knärot
Gymnadenia
conopsea, Brudsporre (Brudgran)
odoratissima, Doftyxne (Luktsporre)
nigra, Brunkulla
runei, Brudkulla
Hammarbya
paludosa, Myggblomster
Herminium
monorchis, Honungsblomster
Leucorchis
albida, Vityxne
albida ssp. straminea, Fjällyxne
Liparis
loeselii, Gulyxne
Listera
cordata, Spindelblomster
ovata, Tvåblad
Microstylis
monophylla, Knottblomster
Neotinea
ustulata, Krutbrännare
Neottia
nidus-avis, Nästrot
Ophrys
insectifera, Flugblomster
Orchis
laxiflora ssp. palustris, Kärrnycklar
mascula, Sankt Pers nycklar
militaris, Johannesnycklar
spitzelii, Alpnycklar
Platanthera
bifolia ssp. bifolia, Ängsnattviol
bifolia ssp. latiflora, Skogsnattviol
chlorantha, Grönvit nattviol
obtusata ssp. oligantha, Lappyxne (Lappfela)
Spiranthes
spiralis, Skruvax